# Các ngày lễ tại Bhutan
Các ngày lễ tại Bhutan bao gồm cả ngày lễ quốc gia và lễ hội địa phương hay tshechus.

## Ngày lễ Bhutan
Bhutan có 16 ngày lễ. Ngày lễ của người Bhutan bắt nguồn từ dòng truyền thừa Drukpa

### Đông chí
Nyinlong hoặc Nyilong (Dzongkha:ཉིན་ལོང་, Wylie: Nyin dài "trở lại của mặt trời")

### Ngày quốc khánh
17 tháng 12 Ngày đánh dấu sự đăng quang của Ugyen Wangchuck là Druk Gyalpo đầu tiên của Bhutan hiện đại.

## Tsechus
| Ngày                                         | Tsechu                           | Địa điểm                 |
| -------------------------------------------- | -------------------------------- | ------------------------ |
| 2–04 Tháng Một                               | Trongsa Tsechu                   | Trongsa                  |
| 2–04 Tháng Một                               | Lhuntse Tsechu                   | Lhuntse                  |
| 2–04 Tháng Một                               | Pemagatshel Tsechu               | Pemagatshel              |
| 9 Tháng Một                                  | Shingkhar Metochodpa             | Bumthang                 |
| 9-13 Tháng Một                               | Nabji Lhakhang Drup              | Trongsa                  |
| 10–15 Tháng Hai                              | Punakha Dromache & Tshechu       | Punakha                  |
| 17–21 Tháng Hai                              | Tangsibi Mani                    | Bumthang                 |
| 18 Tháng Hai                                 | Chorten Kora                     | Trashiyangtse            |
| 18 Tháng Hai                                 | Tharpaling Thongdrol             | Bumthang                 |
| 19–21 Tháng Hai                              | Buli Mani Chumey                 | Bumthang                 |
| Tháng hai-Tháng Ba (tháng đầu, ngày thứ bảy) | Trashiyangtse Tsechu             | Trashiyangtse            |
| 4 Tháng Ba                                   | Chorten Kora (2nd)               | Trashiyangtse            |
| 13–15 Tháng Ba                               | Gomkora                          | Trashigang               |
| 13–15 Tháng Ba                               | Talo Tsechu                      | Talo, Punakha            |
| 13–16 Tháng Ba                               | Zhemgang Tsechu                  | Zhemgang                 |
| 15–19 Tháng Ba                               | Paro Tshechu                     | Paro                     |
| 17–19 Tháng Ba                               | Chhukha Tshechu                  | Chukha                   |
| 1–03 Tháng Tư                                | Gaden Chodpa                     | Ura, Bumthang            |
| 12–14 Tháng Năm                              | Domkhar Festival                 | Chhume, Bumthang         |
| 14–18 Tháng Năm                              | Ura Yakchoe                      | Ura, Bumthang            |
| 19–21 Tháng Sáu                              | Padsel–Ling Kuchod               | Bumthang                 |
| Tháng Sáu                                    | Laya Bumkhosa Festival (Bongkor) | Laya                     |
| 8–10 Tháng Bảy                               | Nimalung Tshechu                 | Bumthang                 |
| 9–10 Tháng Bảy không di chuyển               | Alpine                           | Ha, Haa                  |
| 10 Tháng Bảy                                 | Kurjey Tshechu                   | Bumthang                 |
| 29 Tháng Bảy                                 | Gangte Kurim                     | Gangte, Wangdue Phodrang |
| 1–05 Tháng Mười                              | Thimphu Drupchen                 | Thimphu                  |
| 4–06 Tháng Mười                              | Wangdue Tsechu                   | Wangdue Phodrang         |
| 4–06 Tháng Mười                              | Gangte Drubchen & Tsechu         | Gangte, Wangdue Phodrang |
| 6–08 Tháng Mười                              | Tamshingphala Choepa             | Bumthang                 |
| 6–08 Tháng Mười                              | Gasa Tsechu                      | District Gasa            |
| 6–08 Tháng Mười                              | Thimphu Tshechu                  | Thimphu                  |
| 10–12 Tháng Mười                             | Thangbi Mani                     | Bumthang                 |
| 1–05 Tháng Mười Một                          | Shingkhar Rabney                 | Ura, Bumthang            |
| 3–06 Tháng Mười Một                          | Jakar Tsechu                     | Jakar, Bumthang          |
| 10–14 Tháng Mười Một                         | Jambay Lakhang Drup              | Bumthang                 |
| 11–13 Tháng Mười Một                         | Prakhar Duchoed                  | Bumthang                 |
| 12 Tháng Mười Một không di chuyển            | Black Necked Crane Festival      | Gangte, Wangdue Phodrang |
| 22–25 Tháng Mười Một                         | Sumdrang Kangsol                 | Ura, Bumthang            |
| 2–05 Tháng Mười Hai                          | Trashigang Tsechu                | Trashigang               |
| 2–05 Tháng Mười Hai                          | Mongar Tsechu                    | Mongar                   |
| 3–04 Tháng Mười Hai                          | Tang Namkha Rabney Tang          | Bumthang                 |
| 10 Tháng Mười Hai                            | Singye Cham, Jambay Lhakhang     | Bumthang                 |
| 10–12 Tháng Mười Hai                         | Nalakhar Tsechu                  | Bumthang                 |
| 10–13 Tháng Mười Hai                         | Chojam Rabney Tang               | Bumthang                 |